# Olivier Couvreur

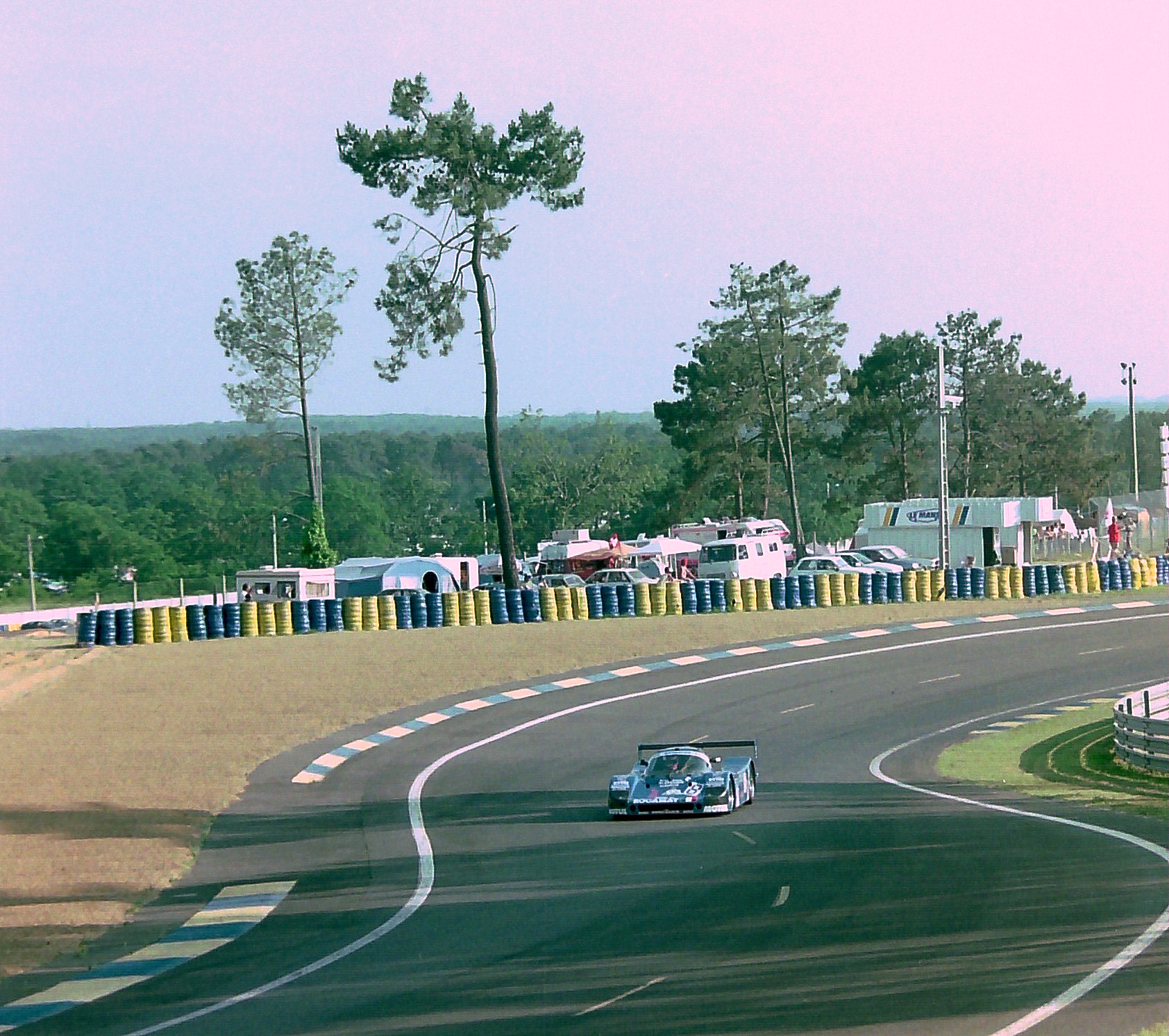
Der Alpa LM von Nicolas Minassian, Olivier Couvreur und Patrick Bourdais in den Esses beim 24-Stunden-Rennen von Le Mans 1994

Olivier Couvreur (* 23. Mai 1970 in Bondy) ist ein ehemaliger französischer Autorennfahrer.

## Karriere als Rennfahrer
Olivier Couvreur begann seine Karriere im Kartsport, wo er 1985 die Gesamtwertung der französischen Elite-Meisterschaft gewann. 1989 folgte der Wechsel in den Monopostosport. 1989 wurde er hinter William David und Patrick Lemarié Gesamtdritter in der französischen Formel-Ford-Meisterschaft; 1991 wurde er französischer Formel-Renault-Gesamtsieger und gewann 1993 die Gesamtwertung des Formel Renault 2.0 Eurocups.
Seine letzte Rennsaison hatte er 1994. Im selben Jahr bestritt er das 24-Stunden-Rennen von Le Mans, konnte das Langstreckenrennen nach einem Defekt an der Aufhängung des Alpa LM aber nicht beenden.

## Statistik

### Le-Mans-Ergebnisse
| Jahr | Team            | Fahrzeug | Teamkollege       | Teamkollege      | Platzierung | Ausfallgrund |
| ---- | --------------- | -------- | ----------------- | ---------------- | ----------- | ------------ |
| 1994 | Roland Bassaler | Alpa LM  | Nicolas Minassian | Patrick Bourdais | Ausfall     | Aufhängung   |